# 448 v. Chr.
Portal Geschichte | Portal Biografien | Aktuelle Ereignisse | Jahreskalender | Tagesartikel

◄ |
6. Jahrhundert v. Chr. |
5. Jahrhundert v. Chr. |
4. Jahrhundert v. Chr. |
►

◄ | 460er v. Chr. | 450er v. Chr. | 440er v. Chr. | 430er v. Chr. |
420er v. Chr. |
►

◄◄ | ◄ | 451 v. Chr. | 450 v. Chr. | 449 v. Chr. | 448 v. Chr. |
447 v. Chr. |
446 v. Chr. |
445 v. Chr. |
► |
►►

## Ereignisse

### Politik und Weltgeschehen
- Sparta unternimmt den Zweiten Heiligen Krieg gegen Phokis und stellt damit die Unabhängigkeit Delphis wieder her.

### Kultur
- Der Auftrag zum Neubau des 480 v. Chr. von den Persern zerstörten Niketempels auf der Akropolis in Athen ergeht an den Architekten Kallikrates.

### Sport
- Akusilaos und Damagetos, Söhne des Periodoniken Diagoras von Rhodos, siegen am gleichen Tag bei den Olympischen Spielen, Akusilaos im Faustkampf und Damagetos wie schon 452 v. Chr. im Pankration.